# 黃龍山普賢寺
黃龍山普賢寺，位於朝鮮江原道安邊郡鳳興里黃龍山裡的佛教寺廟。它始建於高麗時代8世紀的中期，在朝鮮王朝時代被重建。原來有10多幢建築，然而因為遭遇三次火災，現時僅存在16世紀重建的主體建築普光殿、朝鮮王朝初期的建築一柱門及山神閣等少量建築物。

## 外部連結
- 黃龍山 普賢寺 （页面存档备份，存于）